# Пузна
Пузна или Прискуха (рус. Пузна, Прискуха) река је на северозападу европског дела Руске Федерације. Протиче преко источних делова Псковске области, односно преко територије њеног Локњанског рејона којим тече у смеру запад-исток. Десна је притока реке Локње и део сливног подручја реке Неве и Балтичког мора.
Река Пузна свој ток започиње на подручју Бежаничког побрђа као отока језера Аљо, углавном тече у смеру истока и након 82 km тока улива се у реку Локњу на њеном 44. километру узводно од ушћа у Ловат. Површина њеног сливног подручја је 391 km².
Њена најважније притока је реке Вихринка.